# Eduard Sturm (Politiker, 1830)

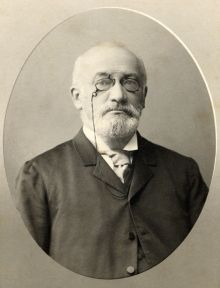
Eduard Sturm

Eduard Sturm (* 8. Februar 1830 in Brünn; † 24. August 1909 in Bad Kirchberg) war ein österreichisch-mährischer Jurist und deutschliberaler Politiker. Er war zwischen 1867 und 1889 mehrmals Abgeordneter zum österreichischen Reichsrat.

## Leben
Sturm war der Sohn eines Gymnasialprofessors und römisch-katholischer Konfession. Nach Besuch des Gymnasiums in Olmütz und der Philosophischen Lehranstalt in Brünn studierte er ab 1847 Rechtswissenschaften an der Universität Olmütz. 1852 wurde er zum Dr. iur. promoviert und begann als Advokaturskonzipient in Brünn zu arbeiten. Er erhielt 1856 die Zulassung als Advokat, praktizierte zunächst bis 1861 in Pest, danach in Brünn und ab 1871 in Wien. 1870 wurde er Mitglied der Burschenschaft Arminia Brünn. Unter dem Pseudonym Adam Osten war er als juristischer Fachschriftsteller tätig. 
Ab 1865 war er für die Stadt Iglau Abgeordneter im Mährischen Landtag. Er gehörte der Deutschliberalen Partei in Mähren an, in deren Landtags-Zentralwahlkomitee er ab 1871 war und deren Landesausschuss er als Beisitzer angehörte. Ab 1867 war er auch Reichsratsabgeordneter; zuerst im Klub der Linken, gehörte er ab 1876 dem Fortschrittsklub bzw. der Vereinigten Fortschrittspartei, ab 1881 der Vereinigten Linken, ab 1885 dem Deutschösterreichischen Klub und ab 1888 der Vereinigten Deutschen Linken an; er war stets im Vorstand seines Klubs, oft fungierte er als Obmann. Er trat im Reichsrat für die rechtliche Gleichstellung des israelitischen Bekenntnisses, für die Zivilehe, die Entkatholisierung des Volksschulwesens und für die Garantie der Grundrechte ein. Als Abgeordneter des mährischen Landtags (bis 1889) war er um einen staatsrechtlichen und nationalen Ausgleich zwischen Tschechen und Deutschen bemüht.
Eduard Sturm gilt als „Schöpfer“ (laut Gerald Stourzh) der österreichischen Grundrechte, welche auf Grundlage des von ihm 1867 konzipierten Staatsgrundgesetzes über die allgemeinen Rechte der Staatsbürger bis heute einen Bestandteil der österreichischen Verfassungsordnung bilden.
Am Ende seiner Laufbahn wurde er 1892 zum Mitglied des österreichischen Staatsgerichtshofes gewählt, dem er bis zu seinem Eintritt in den Ruhestand 1898 angehörte.
Er war Ehrenbürger von Brünn und vieler weiterer Städte und Gemeinden in Mähren.